# Leporacanthicus joselimai
Leporacanthicus joselimai (лат.) — вид лучепёрых рыб из семейства кольчужных сомов, обитающий в Бразилии.

## Описание
Общая длина достигает 9,8 см. Наблюдается половой диморфизм: самцы несколько крупнее самок. Голова довольно широкая и удлинённая в области рыла. Глаза большие. Рот имеют вид присоски с 2 рядами зубов. Туловище вытянутое, покрыто рядами костных пластинок, кроме брюха. Брюхо самок более округлое. Спинной плавник умеренно большой, часто прижат к телу. Грудные плавники широкие, у самцов на первом луче есть длинные одонтоды (кожаные зубчики). Жировой плавник маленький. Анальный плавник длинный, по размеру несколько больше жирового. Хвостовой плавник широкий, прямой, усечённый.
Окраска серо-бурая с чёрными пятнами овальной формы. Кончики спинного и хвостового плавников жёлтого цвета, у молодых особей — белого. На брюхе пятна больше, но в меньшем количестве.

## Образ жизни
Это донная рыба. Встречается в небольших реках, образует небольшие косяки. Днём прячется среди камней. Активна ночью. Питается мелкими беспозвоночными, в частности двустворчатыми моллюсками, улитками, креветками, крайне редко водорослями.

## Размножение
Нерест происходит в пещерах. За икрой ухаживает самец.

## Распространение
Является эндемиком Бразилии. Обитает в бассейне реки Тапажос.